# Taczanowskia striata
Taczanowskia striata là một loài nhện trong họ Araneidae.
Loài này thuộc chi Taczanowskia. Taczanowskia striata được Eugen von Keyserling miêu tả năm 1879.